# Nyakijima
Nyakijima är ett vattendrag i Burundi.   Det ligger i provinsen Kayanza, i den nordvästra delen av landet, 50 km nordost om huvudstaden Bujumbura.
Omgivningarna runt Nyakijima är en mosaik av jordbruksmark och naturlig växtlighet. Runt Nyakijima är det tätbefolkat, med 459 invånare per kvadratkilometer.